# Штиково
Штиково (хорв. Štikovo) — населений пункт у Хорватії, в Шибеницько-Книнській жупанії у складі міста Дрниш.

## Населення
Населення за даними перепису 2011 року становило 45 осіб.
Динаміка чисельності населення поселення:

## Клімат
Середня річна температура становить 10,99 °C, середня максимальна – 24,82 °C, а середня мінімальна – -3,46 °C. Середня річна кількість опадів – 987 мм.
| Клімат поселення                              | Клімат поселення | Клімат поселення | Клімат поселення | Клімат поселення | Клімат поселення | Клімат поселення | Клімат поселення | Клімат поселення | Клімат поселення | Клімат поселення | Клімат поселення | Клімат поселення | Клімат поселення |
| Показник                                      | Січ.             | Лют.             | Бер.             | Квіт.            | Трав.            | Черв.            | Лип.             | Серп.            | Вер.             | Жовт.            | Лист.            | Груд.            |                  |
| Середній максимум, °C                         | 8,32             | 8,52             | 11,52            | 15,26            | 20,08            | 23,85            | 24,80            | 24,82            | 20,28            | 15,78            | 10,74            | 7,96             |                  |
| Середня температура, °C                       | 2,43             | 2,63             | 5,63             | 9,38             | 14,20            | 17,96            | 20,69            | 20,71            | 16,16            | 11,67            | 6,63             | 3,84             |                  |
| Середній мінімум, °C                          | −3,46            | −3,26            | −0,26            | 3,48             | 8,32             | 12,06            | 16,58            | 16,59            | 12,06            | 7,56             | 2,52             | −0,27            |                  |
| Норма опадів, мм                              | 77               | 72               | 75               | 85               | 71               | 73               | 50               | 62               | 90               | 105              | 124              | 103              |                  |
| Середньомісячна швидкість вітру, м/с          | 2.04             | 2.30             | 2.49             | 2.43             | 2.20             | 1.92             | 1.92             | 1.80             | 1.93             | 2.02             | 2.28             | 2.30             |                  |
| Середньомісячна сонячна радіація, кДж/м²·день | 5291             | 7987             | 11661            | 16012            | 19871            | 22336            | 24076            | 20973            | 15711            | 10240            | 5718             | 4525             |                  |
| --------------------------------------------- | ---------------- | ---------------- | ---------------- | ---------------- | ---------------- | ---------------- | ---------------- | ---------------- | ---------------- | ---------------- | ---------------- | ---------------- | ---------------- |
| Джерело:                                      |                  |                  |                  |                  |                  |                  |                  |                  |                  |                  |                  |                  |                  |